# Colletes kudonis
Colletes kudonis är en biart som beskrevs av Cockerell 1927. Colletes kudonis ingår i släktet sidenbin, och familjen korttungebin. Inga underarter finns listade i Catalogue of Life.